# Shelby (Ohio)
Shelby es una ciudad ubicada en el condado de Richland en el estado estadounidense de Ohio. En el Censo de 2010 tenía una población de 9317 habitantes y una densidad poblacional de 554,29 personas por km².

## Geografía
Shelby se encuentra ubicada en las coordenadas 40°53′6″N 82°39′30″O / 40.88500, -82.65833. Según la Oficina del Censo de los Estados Unidos, Shelby tiene una superficie total de 16.81 km², de la cual 16.44 km² corresponden a tierra firme y (2.19%) 0.37 km² es agua.

## Demografía
Según el censo de 2010, había 9317 personas residiendo en Shelby. La densidad de población era de 554,29 hab./km². De los 9317 habitantes, Shelby estaba compuesto por el 98.2% blancos, el 0.2% eran afroamericanos, el 0.17% eran amerindios, el 0.28% eran asiáticos, el 0% eran isleños del Pacífico, el 0.18% eran de otras razas y el 0.97% pertenecían a dos o más razas. Del total de la población el 1.16% eran hispanos o latinos de cualquier raza.